# Cecidomyia tergata
Cecidomyia tergata är en tvåvingeart som först beskrevs av Fitch 1845.  Cecidomyia tergata ingår i släktet Cecidomyia och familjen gallmyggor.
Artens utbredningsområde är New York. Inga underarter finns listade i Catalogue of Life.